# Roger Galera Flores
Roger Galera Flores, detto Roger (Rio de Janeiro, 17 agosto 1978), è un ex calciatore brasiliano, di ruolo centrocampista.

## Caratteristiche tecniche
Trequartista o centrocampista dalla propensione offensiva, a causa della sua grande abilità nel dribbling è soprannominato Maradoninha.

## Carriera

### Club

#### Gli inizi nel Fluminense
Roger inizia nelle giovanili del Flamengo, ma nel 1994 passa a quelle dei rivali cittadini del Fluminense, dove debutta in prima squadra nel 1996 contro l'Atlético Mineiro.

#### L'esperienza europea
Nel 2000, dopo 119 presenze e 28 reti segnate nel Flu, Roger viene acquistato dal Benfica per 6 milioni di dollari, e debutta nel club portoghese nel 2001, giocando la prima parte di stagione, per poi concludere la rimanente parte dell'anno nel Fluminense in prestito. Nel 2002, terminato il prestito, rimane stabilmente nel Benfica fino al 2004, anno nel quale viene ancora mandato temporaneamente in Brasile. Nel 2005 passa al Corinthians non trovando spazio nella rosa del Benfica.

#### Il ritorno in Brasile
Il ritorno in patria di Roger è contrassegnato da continuità di gioco e gol segnati, 11 in 58 partite per il Corinthians. Nel 2007 passa in prestito al Flamengo, dove gioca 15 partite segnando 2 volte. Tornato nel club originario, viene girato nuovamente al Grêmio in prestito, e dopo una buona media di 10 reti in 22 partite, il giocatore viene acquistato dal Qatar Sports Club. Nel 2009 passa in prestito all'Al-Sailiya.
Nel 2010 viene acquistato dal Cruzeiro. Il 19 giugno 2012 rescinde il contratto che lo legava al club.

### Nazionale
Con la nazionale olimpica di calcio del Brasile ha disputato 4 partite durante Sydney 2000, subentrando a Edú nella partita conto la Slovacchia, a Baiano nella partita conto il Sudafrica, a Geovanni nella partita contro il Giappone e ad Athirson nella partita contro il Camerun. Ha giocato la sua unica partita con la nazionale maggiore il 18 agosto 2004 nell'amichevole contro Haiti, partendo da titolare, segnando 2 reti e lasciando il posto al 62' al debuttante Pedrinho.

## Statistiche

### Cronologia presenze e reti in nazionale
| Cronologia completa delle presenze e delle reti in nazionale ― Brasile olimpica | Cronologia completa delle presenze e delle reti in nazionale ― Brasile olimpica | Cronologia completa delle presenze e delle reti in nazionale ― Brasile olimpica | Cronologia completa delle presenze e delle reti in nazionale ― Brasile olimpica | Cronologia completa delle presenze e delle reti in nazionale ― Brasile olimpica | Cronologia completa delle presenze e delle reti in nazionale ― Brasile olimpica | Cronologia completa delle presenze e delle reti in nazionale ― Brasile olimpica | Cronologia completa delle presenze e delle reti in nazionale ― Brasile olimpica |
| Data                                                                            | Città                                                                           | In casa                                                                         | Risultato                                                                       | Ospiti                                                                          | Competizione                                                                    | Reti                                                                            | Note                                                                            |
| ------------------------------------------------------------------------------- | ------------------------------------------------------------------------------- | ------------------------------------------------------------------------------- | ------------------------------------------------------------------------------- | ------------------------------------------------------------------------------- | ------------------------------------------------------------------------------- | ------------------------------------------------------------------------------- | ------------------------------------------------------------------------------- |
| 9-8-2000                                                                        | Ovalle                                                                          | Cile olimpica                                                                   | 3 – 5                                                                           | Brasile olimpica                                                                | Amichevole                                                                      | -                                                                               |                                                                                 |
| 12-8-2000                                                                       | Florianópolis                                                                   | Brasile olimpica                                                                | 3 – 0                                                                           | Cile olimpica                                                                   | Amichevole                                                                      | 1                                                                               |                                                                                 |
| 14-9-2000                                                                       | Brisbane                                                                        | Brasile olimpica                                                                | 3 – 1                                                                           | Slovacchia olimpica                                                             | Olimpiadi 2000 - Fase a gironi                                                  | -                                                                               |                                                                                 |
| 14-9-2000                                                                       | Brisbane                                                                        | Brasile olimpica                                                                | 1 – 3                                                                           | Sudafrica olimpica                                                              | Olimpiadi 2000 - Fase a gironi                                                  | -                                                                               |                                                                                 |
| 20-9-2000                                                                       | Brisbane                                                                        | Brasile olimpica                                                                | 1 – 0                                                                           | Giappone olimpica                                                               | Olimpiadi 2000 - Fase a gironi                                                  | -                                                                               |                                                                                 |
| 23-9-2000                                                                       | Sydney                                                                          | Brasile olimpica                                                                | 1 – 2                                                                           | Camerun olimpica                                                                | Olimpiadi 2000 - Quarti di finale                                               | -                                                                               |                                                                                 |
| Totale                                                                          |                                                                                 | Presenze                                                                        | 6                                                                               |                                                                                 | Reti                                                                            | 1                                                                               |                                                                                 |

| Cronologia completa delle presenze e delle reti in nazionale ― Brasile | Cronologia completa delle presenze e delle reti in nazionale ― Brasile | Cronologia completa delle presenze e delle reti in nazionale ― Brasile | Cronologia completa delle presenze e delle reti in nazionale ― Brasile | Cronologia completa delle presenze e delle reti in nazionale ― Brasile | Cronologia completa delle presenze e delle reti in nazionale ― Brasile | Cronologia completa delle presenze e delle reti in nazionale ― Brasile | Cronologia completa delle presenze e delle reti in nazionale ― Brasile |
| Data                                                                   | Città                                                                  | In casa                                                                | Risultato                                                              | Ospiti                                                                 | Competizione                                                           | Reti                                                                   | Note                                                                   |
| ---------------------------------------------------------------------- | ---------------------------------------------------------------------- | ---------------------------------------------------------------------- | ---------------------------------------------------------------------- | ---------------------------------------------------------------------- | ---------------------------------------------------------------------- | ---------------------------------------------------------------------- | ---------------------------------------------------------------------- |
| 18-8-2004                                                              | Port-au-Prince                                                         | Haiti                                                                  | 0 – 6                                                                  | Brasile                                                                | Amichevole                                                             | 2                                                                      | 62’                                                                    |
| Totale                                                                 |                                                                        | Presenze                                                               | 1                                                                      |                                                                        | Reti                                                                   | 2                                                                      |                                                                        |

## Palmarès

### Club

#### Competizioni nazionali
- Campeonato Brasileiro Série C: 1

Fluminense: 1999
- Campionato brasiliano: 1

Corinthians: 2005

### Individuale
- Bola de Prata: 1

2001